# Konkordiabányatelep
Konkordiabányatelep (románul: Colonia 1 Mai, németül: Concordia-Bergwerk) falu Romániában, Brassó megyében. Bányásztelepként jött létre a 20. század elején a Kotla lábánál nyitott szénbánya mellett. Közigazgatásilag Szászvolkány községhez tartozik, az 1940-es évekig Szászvolkány része volt.

## Fekvése
A Kotla (Feketehegy) lábánál, a Valea Lată (Breitbach) völgyében fekszik, Szászvolkánytól 3 kilométerre északra, Brassótól 15 kilométerre nyugatra. Zsáktelepülés, a DJ111 megyei úton közelíthető meg.

## Története
A Concordia (Egyetértés) kőszénbányát 1838-ban nyitották az osztrák Hoffman testvérek. 1874-ben Czell Frigyes cége vásárolta meg, hogy biztosítsa az olcsó fűtőanyagot szeszgyára számára. 1900 körül Kekel János selmeci bányaszakértőt nevezték ki a bánya élére, harminc munkással kezdve meg a szénkitermelést. Az 1920-as években 200 bányász évi 1000 vagon szenet termelt ki, 1947-ben pedig 2291 vagont.
A bányatelep – a mai falu – a két világháború között épült ki; román neve Colonia Concordia, magyar neve Konkordia-bányatelep volt. A munkásszállók, igazgatói és főmérnöki lakások mellett strand is létesült, a bányát pedig normál nyomtávú vasút kötötte össze Feketehalom állomásával. A bányászok 1929-ben és 1933-ban fellázadtak, sztrájkba léptek és átvették a bánya irányítását, de a katonaság mindkét alkalommal leverte a felkelést. Az 1948-as kommunista államosítás után mind a bányát, mind a települést átkeresztelték 1 Mai-ra. A telepet korszerűsítették, iskolát, üzleteket, mozit építettek, azonban a bányát elhanyagolták, majd az 1960-as években be is zárták.
A bányászok – különösen a szászok – nagy része elvándorolt, az egykoron vagyonos település elszegényedett. A 21. század elején egy téglagyár és egy elmegyógyintézet működött itt, a festői környezetnek köszönhetően több hétvégi ház és panzió épült.

## Híres emberek
- Itt töltötte gyermekkorát Christian W. Schenk.[8]